# Konstantín Kórshunov
Konstantín Vitálievich Kórshunov –en ruso, Константин Витальевич Коршунов– (Dmítrov, 8 de julio de 1998) es un deportista ruso que compite en luge en la modalidad doble. Ganó una medalla de oro en el Campeonato Europeo de Luge de 2021, en la prueba por equipo.

## Palmarés internacional
| Campeonato Europeo | Campeonato Europeo | Campeonato Europeo | Campeonato Europeo |
| Año                | Lugar              | Medalla            | Prueba             |
| ------------------ | ------------------ | ------------------ | ------------------ |
| 2021               | Sigulda (Letonia)  | Medalla de oro     | Equipo             |